# Conseil consultatif des moudjahidines en Irak
 (avril 2017).
Si vous disposez d'ouvrages ou d'articles de référence ou si vous connaissez des sites web de qualité traitant du thème abordé ici, merci de compléter l'article en donnant les références utiles à sa vérifiabilité et en les liant à la section « Notes et références ».
Le Conseil consultatif des moudjahidines en Irak (مجلس شورى المجاهدين في العراق, Majlis Shura al-Mujahideen fi al-Iraq) est une alliance de plusieurs mouvements de la guérilla irakienne, islamiste, sous l'égide d'Al-Qaïda. Fondé en janvier 2006, il regroupait 6 mouvements :
- Tandhim Al Qa'ida al-Jihad fi Bilad Al Rafidayn (L'organisation Al Qa'ida au pays des 2 fleuves, plus connu sous le nom d’Al-Qaïda en Irak, Al Qa'ida en Mésopotamie dirigé jusqu'à sa mort par Abou Mus'ab Al-Zarqaoui)
- Ansar Al-Tawhid (Partisans du Tawhid)
- Al-Jihad Al-Islami (Jihad islamique)
- Saraya Al-Ghoraba (Les brigades Al-Ghuraba)
- Kitaeb Al-Ahwal (les "brigades de l’apocalypse")
- Jeish al-Taiifa al-Mansoura (l'armée victorieuse").

Il a été une des principales forces dans la province d'al-Anbar jusqu'à ce que celle-ci passe sous le contrôle du gouvernement irakien en 2008, notamment grâce à l'alliance d'insurgés irakiens contre Al-Qaida en Irak. Le Conseil consultatif des moudhajidines a été remplacé à la mi-octobre 2006 par l'État islamique d'Irak, dont Al-Qaida en Irak demeure le principal représentant.